# Округ Кроули (Колорадо)
Кроули (енгл. Crowley County) је округ у америчкој савезној држави Колорадо. По попису из 2010. године број становника је 5.823. Седиште округа је град Ордвеј.

## Демографија
Према попису становништва из 2010. у округу је живело 5.823 становника, што је 305 (5,5%) становника више него 2000. године.
| Група             | 2000.         | 2010.         |
| Белци             | 3.671 (66,5%) | 3.369 (57,9%) |
| Афроамериканци    | 389 (7,0%)    | 559 (9,6%)    |
| Азијати           | 45 (0,8%)     | 59 (1,0%)     |
| Хиспаноамериканци | 1.244 (22,5%) | 1.686 (29,0%) |
| Укупно            | 5.518         | 5.823         |